# Susanne Müller (Regisseurin)

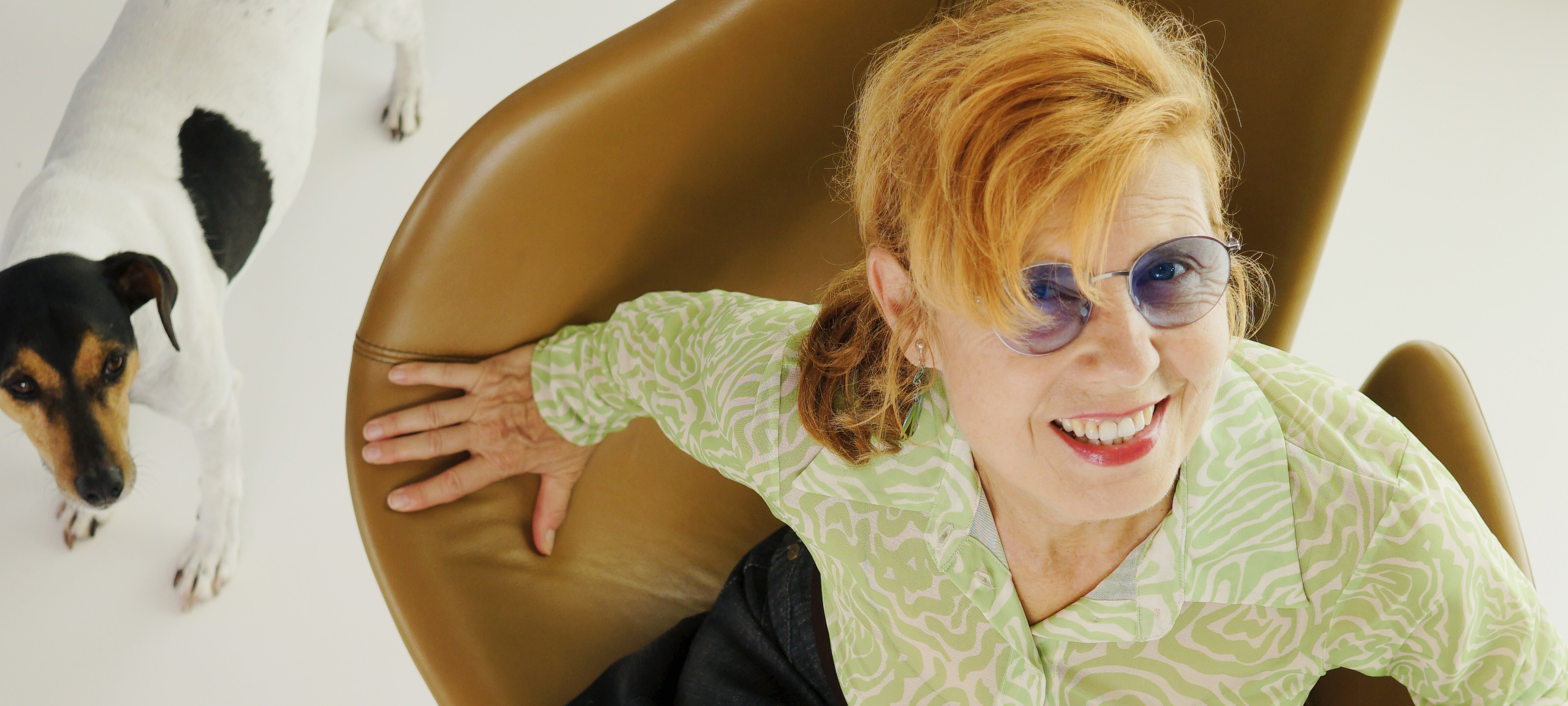
Susanne Müller, 2022

Susanne Müller (* 1958 in Stuttgart) ist eine deutsche Regisseurin und Filmproduzentin.

## Leben
Susanne Müller studierte von 1981 bis 1987 an der Hochschule für bildende Künste Hamburg. Nach anfänglichen Erfahrungen mit Kunst-Performances entstanden erste eigene experimentelle Filme wie "Fany und Tute" und die Musikvideos "Paris ruft", "Der Doggensong" und "Erst die Arbeit, dann das Brot". Später drehte sie kommerzielle Musikvideos u. a. für Andreas Dorau, Fred Banana Combo und Der Plan.
Mit dem Künstler und Filmemacher Andreas Coerper gründete sie 1992 die Produktionsfirma SMACfilm. Gemeinsam produzierten sie bis heute über 300 satirische Filme, TV-Reportagen, Serien und Dokumentationen. Ihre Produktionen mit und über Wigald Boning, Martin Sonneborn und Wolfgang Grupp verhalfen diesen zu bundesweiter Aufmerksamkeit.
1995 war Susanne Müller maßgeblich an der Gründung des Kinderkanals (KiKA) beteiligt, für den sie in den Folgejahren auch innovative Formate entwickelte und produzierte.
Für die dreiteilige Reportage Sonneborn rettet die Welt bekam sie 2014 den Grimme-Preis.
Susanne Müller lebt und arbeitet in Potsdam und Hamburg.

## Filmografie

### Reportagen, Serien und Dokumentationen (Auswahl)
- Der röhrende Hirsch ist tot – Kaufhausgalerien (25 min. SWR, 1993)
- Langeweile oder der Ausfall des Dauerrauschs (45 min. NDR/WDR, 1993)
- Lederhosensamba – Die Odenwälder in Brasilien (30 min. NDR, 1996)
- Sonne, Sand und Vaterunser – Der Pfarrer von Großkanarien (45 min. NDR, 1997)
- Hilfe wir werden saniert! – Menschen am Rande des Nervenzusammenbruchs (30 min. ARD, 1998)
- Verrückt nach Eisenbahn (45 min. NDR, 1998)
- Frühlingsgefühle – Von Hormonen, Diäten und Stadtreinigern (30 min. MDR, 1999)
- Maloche unter Palmen – Reiseleiter im Stress (30 min. MDR, 1999)
- 1001 Gemüse – Düzgüns Balkanmarkt (30 min. NDR, 2000)
- Die Weiber WG – Altenheim? Nein Danke! (30 min. SWR, 2000)
- Immer Terror mit dem Terrier (30 min. Spiegel TV, 2001)
- Witze vor Gericht – Die Grenzen der Satirefreiheit (45 min. NDR, 2001)
- Hilfe, wir bauen ein Haus (Serie 3x30 min. MDR, 2002)
- Luxus, Liebe, Liegestuhl – Mit dem MDR Traumschiff unterwegs (Serie 3x30 min. MDR, 2002)
- Abbruch im Akkord – Ein Abbruchunternehmer unter Zeitdruck (30 min. ARD, 2004)
- Unser Traumgarten (45/60 min. NDR, 2004)
- Schlaflos nach Paris – Unterwegs mit dem Nachtzug (30 min. Spiegel TV, 2004)
- Firmenboss statt arbeitslos – Ich AGs in Deutschland (45 min. SWR, 2005)
- Der AEG Aufstand (45 min. SWR, 2006)
- Die Elbkreuzfahrer – Mit dem Schiff von Hamburg nach Dresden (30 min. NDR, 2006)
- Hexen, Schnee und Jagertee – Brockenwinter (30 min. NDR, 2007)
- Wohnträume – Auf der Suche nach dem Haus von morgen (45 min. SWR, 2007)
- Neues vom König aus Burladingen (Serie 4x30 min. SWR, 2010)
- Bauch weg! Expedition in eine Problemzone (45 min. SWR, 2011)
- Sonneborn rettet die Welt (Serie 3x30 min. ZDFneo, 2013)
- Hula-Girls im Cocktailrausch – Der amerikanische Südseetraum (52 min. ARTE, 2016)
- Sexy-Mini-Super-Porno! Die PARTEI im Sexwahlkampf (32 min. Tele5, 2017)
- Birkenstock – Die Freiheit trägt Sandale (52 min. ARTE, 2019)
- Abenteuer Baugemeinschaft (2x45 min. SWR, 2020)
- Radical Disco – Die frühen Jahre der Clubs (45 min. ZDF/3sat, 2020)

### Kinodokumentarfilme
- Heimatkunde (2008, 94 min. RBB/MBB/SMAC)
- Die PARTEI (2009, 90 min. Titanic/SMAC)

### Satirische Kurzfilme (Auswahl)
- Wildeshausen (mit Wigald Boning – Extra 3/NDR, 1991)
- Große Leistungen deutscher Baukunst – Lärmschutzwälle an den Bundesautobahnen (mit Wigald Boning – 2 Folgen/Extra 3/NDR, 1992)
- Der Stammtisch des Monats (mit Wigald Boning – 4 Folgen/Extra 3/NDR, 1993)
- Monumente gesamtdeutscher Esskultur – Der Imbiss (mit Wigald Boning – 2 Folgen/Extra 3/NDR, 1993)
- Neues aus der neuen Welt (mit Wigald Boning -10 Folgen/Extra 3/NDR, 1993)
- Gute Bilder, schlechte Bilder (mit Wigald Boning – 7 Folgen/RTL Samstag Nacht, 1996)
- Kapellen am Wegesrand – Bushaltestellen im Osten (Extra 3/NDR, 1993)
- Der Wohnzimmervernebler (Extra 3/NDR, 1996)
- Castor-Transport (mit Sonneborn/Behrend/Schiffner – 2 Folgen/Extra 3/NDR, 1995)
- Chaostage in Hannover (mit Martin Sonneborn – Extra 3/NDR, 1995)
- Das Cityparkhaus von Neubrandenburg (mit Martin Sonneborn – Extra 3/NDR, 1996)
- Ostdeutschland sagt „Danke“ (mit Sonneborn/Behrend/Schiffner – Privatfernsehen ARD, 1997)
- Ha, Ha, Haschisch... – Gesundheit! (mit Sonneborn/Behrend/Schiffner – Privatfernsehen/ARD, 1997)[3]
- Rechtschreibreform (mit Sonneborn/Behrend/Schiffner – Privatfernsehen ARD, 1997)
- Obacht, Revier- und Streifendienst (mit Sonneborn/Behrend/Schiffner – Privatfernsehen ARD, 1997)
- Körner&Co – Die Tierdetektive (4 Folgen/Extra 3/NDR, 1999)
- Glühbirnenkontrolle (mit Martin Sonneborn – heute-show/ZDF, 2009)
- Buchmesse „China“ (mit Martin Sonneborn – heute-show/ZDF, 2009)
- Google Home View (mit Martin Sonneborn/Georg Behrend – heute-show/ZDF, 2010)
- Auf ein paar Austern mit der Pharmaindustrie (mit Martin Sonneborn – heute-show/ZDF, 2010)[4]
- Buchlesung Sarrazin (mit Martin Sonneborn – heute-show/ZDF, 2010)
- NPD Wahlkampf mit Püschel (mit Martin Sonneborn – heute-show/ZDF, 2011)
- Mikrozensus (mit Martin Sonneborn/Georg Behrend – heute-show/ZDF, 2011)
- Klabauterbach vs. Sonneborn: 1 zu 0 (mit Martin Sonneborn – heute-show/ZDF, 2011)[5]
- FDP-Wahlhelfer (mit Martin Sonneborn/Georg Behrend – heute-show/ZDF, 2012)
- Schnitzeltest (mit Martin Sonneborn – heute-show/ZDF, 2012)
- Die Union und die Homo-Ehe (mit Martin Sonneborn/Georg Behrend – heute-show/ZDF, 2012)
- Piusbrüder (mit Martin Sonneborn/Georg Behrend – heute-show/ZDF, 2013)
- Glatzenpark (mit Martin Sonneborn/Georg Behrend – heute-show/ZDF, 2013)
- Das Deutsche Bank Interview (mit Martin Sonneborn – heute-show/ZDF, 2013)
- Sonneborn rettet die EU: Sonneborn vs. Oettinger (Spiegel TV/RTL, 2014)

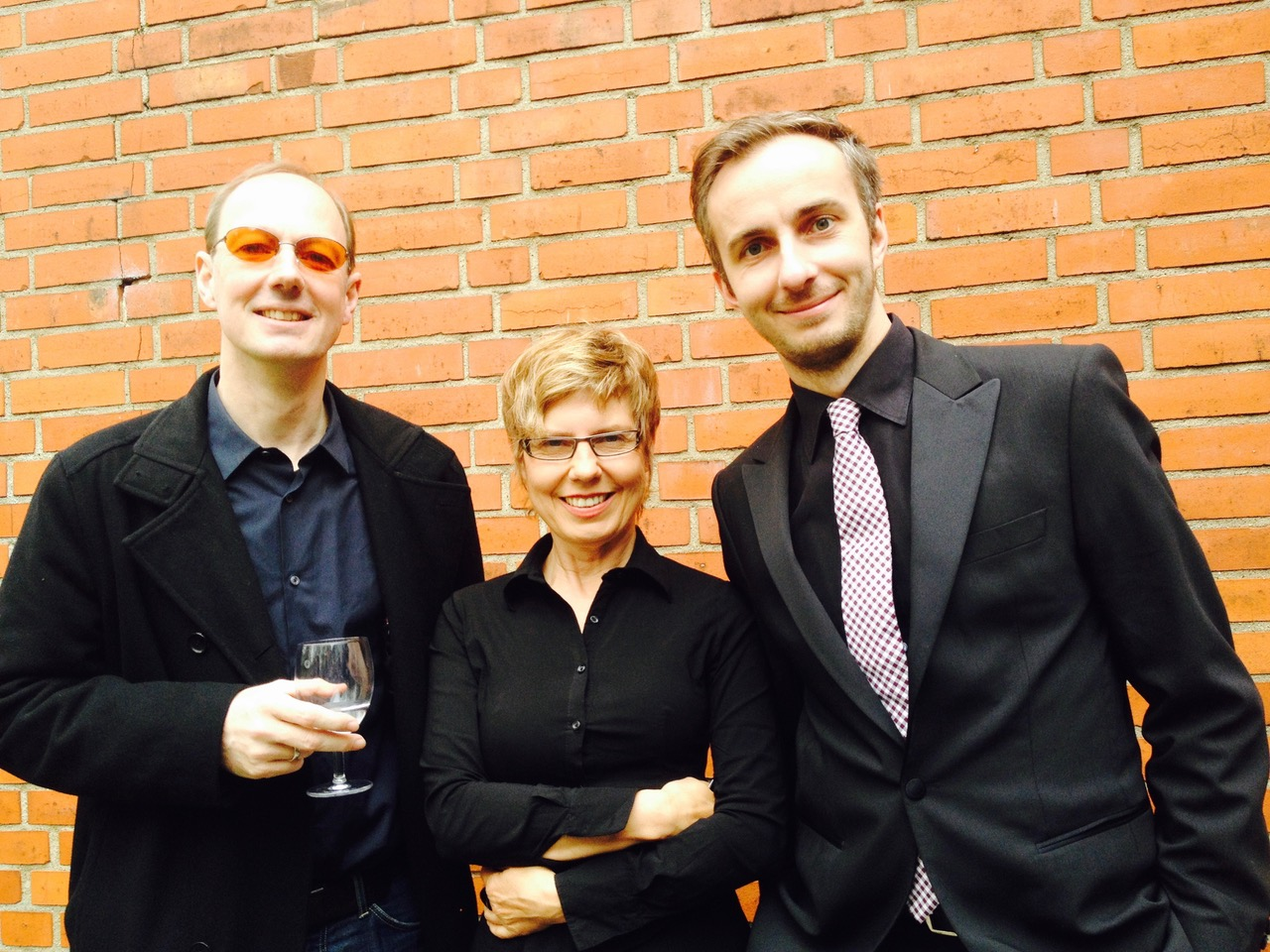
V. l. n. r.: Martin Sonneborn, Susanne Müller, Jan Böhmermann, bei der Grimmepreisverleihung 2014

- Sonneborn rettet die EU: Sonneborn vs. Navracsics (Spiegel TV/RTL, 2014)
- Sonneborn rettet die EU: Der 304 Euro Arbeitstag (Spiegel TV/RTL, 2014)
- Sonneborn rettet die EU: Golf mit Präsident Chulz – Der Umzug (Spiegel TV/RTL, 2015)

## Auszeichnungen
- 2000: Silberner Kompass/ITB für „Maloche unter Palmen - Reiseleiter im Stress“ (MDR)
- 2010: SuMa Award für „Google Home View“ (heute-show/ZDF)[6]
- 2014: Grimme-Preis für „Sonneborn rettet die Welt“ (ZDFneo)[7]

## DVDs
- Heimatkunde
- Die PARTEI
- Sonneborn rettet die Welt
- Neues vom König aus Burladingen